# Ролиганы
Ролиганы (дат. Roligan) — датские футбольные фанаты, официальная группа поддержки сборной Дании, существующая с 1980-х годов. Официальным объединением этих болельщиков является Клуб датских ролиганов (De Danske Roligans).

## Название
Слово ролиган образовано от датского слова «rolig» (с дат. — «тихий») и английского «hooligan». В отличие от футбольных хулиганов, ролиганы являются очень спокойными и одними из самых миролюбивых болельщиков на планете.

## Движение ролиганов
Официально ролиганы ведут свою историю с 1980-х годов, времён расцвета датского футбола. В 1983 году датские болельщики оказались на родине футбола в Англии во время отборочного турнира к чемпионату Европы 1984 года. Ещё в 1982 году на чемпионате мира датчане стали свидетелями откровенного насилия со стороны англичан, что скандинавы считали неприемлемыми, и в Дании болельщики с тех пор старались сосредотачивать своё внимание на своих положительных качествах.
В 1983 году датская сборная в гостях всё-таки обыграла англичан, что вызвало радость у приехавших фанатов. В отличие от англичан, датчане не вели себя оскорбительно во время и после игры. Датская пресса (в особенности, издание B.T.) окрестила этих фанатов «ролиганами». В итоге датская сборная попала на чемпионат Европы во Францию, и именно там проявили себя впервые ролиганы. В 1984 году представители датских болельщиков за образцовое поведение на трибунах были удостоены награды ФИФА Приз честной игры.
17 апреля 1986 в Нюборге был зарегистрирован Клуб датских ролиганов, девизом которого стали слова «Футбол без насилия». В настоящее время зарегистрировано более 11 тысяч членов клуба, в том числе граждане Швеции и Германии. Существуют филиалы клуба в Копенгагене, в Ютландии и на острове Борнхольм. В число почётных ролиганов входят различные люди, в том числе Уффе Эллеманн-Енсен, один из министров иностранных дел Дании.
Клуб ролиганов является финансово независимой организацией, его бюджет складывается исключительно из членских взносов, спонсорских пожертвований и продажи рекламы в нашей газете, а также выручки от магазинов, торгующих футбольной атрибутикой. Около половины пожертвований поступает от детей и стариков.